# ピエトロ・アンドレア・ツィアーニ
ピエトロ・アンドレア・ツィアーニ（Pietro Andrea Ziani, 1616年12月21日 - 1684年2月12日）は、イタリアの作曲家、オルガニスト。現在はピエトロ・アンドレア・ジアーニと表記される。

## 生涯
ヴェネツィア出身。1636年にトレヴィーゾのオルガニストとなり、1637年にはカンディア（現在のイラクリオン）、1638年にはブレシアに移った。1639年からはヴェネツィアの聖サルヴァトーレ教会のオルガニストとなった、1654年まで務めた。なお1639年に助祭となり、1640年には司祭に叙階されたが、1668年以降は健康上の理由で聖務を免除されている。
1640年にはオルガンのための『宗教的カノン Op.2』、1641年には『カンツォネッタ第一集 Op.3』を出版している。1654年には『スパルタの戦士』でオペラ作曲家としてデビューした。
1657年にベルガモのサンタ·マリア·マッジョーレ教会の楽長に就任した。やがてハプスブルク家と関係を持つようになり、1661年からインスブルックのフェルディナント・カール大公の宮廷に仕えた。1663年にウィーンに移り、1667年までエレオノーラ・マグダレナ皇太后の宮廷楽長となった。その間、多数のオペラやオラトリオがウィーンとヴェネツィアで上演されている。さらに1666年12月から1667年1月にかけてドレスデンで行われたザクセン選帝侯ヨハン・ゲオルク3世とデンマーク王女アンナ・ソフィーの結婚式において彼のオペラが上演された。
1669年からヴェネツィアに戻ってサン・マルコ寺院の第一オルガニストに就任し、1677年まで務めた。その後ナポリに移り、サン・オノフリオ音楽院の名誉オルガニストとなり、1680年にはナポリ王国の宮廷副楽長に就任した。この間、彼のオペラはヴェネツィアとナポリで上演され続けた。
甥のマルカントニオ・ジアーニ（ツィアーニ）も作曲家で、ウィーンの宮廷楽長を務めた。

## 作品
独創的で実験的なオペラを制作し、フランチェスコ・カヴァッリの後継者といわれるほどの名声を得た。

## 文献
- Saskia Maria Woyke: Pietro Andrea Ziani Varietas und Artifizialitaet im Musiktheater des Seicento. Peter Lang, Frankfurt 2008, ISBN 978-3-631-57861-2.
- Theophil Antonicek: Die "Damira"-Opern der beiden Ziani (Analecta musicologica 14). Wien 1975, S. 176-207.